# «Титаник»: Кровь и сталь
«„Титаник“: Кровь и сталь» (англ. Titanic: Blood and Steel) — двенадцатисерийная телевизионная драма совместного производства Ирландии, Италии, Франции, Канады, Великобритании, Испании и Германии, рассказывающая историю строительства и гибели крупнейшего пассажирского лайнера «Титаник». Один из двух высокобюджетных телесериалов (второй сериал «Титаник»), запланированных к показу в апреле 2012 года, приуроченных к 100-летию крушения «Титаника».
Сериал затрагивает такие аспекты, как технический прогресс (появление в быту электричества, автомобилей, телефонов), суфражистское движение, трения между католиками и протестантами, борьба между националистическими и юнионистскими группами, «зачатки» Пасхального восстания 1916 года и т. д.

## Сюжет
В Нью-Йорке в 1909 году влиятельный магнат Джон Пирпонт Морган неожиданно принимает авантюрное решение и вкладывает огромные деньги в строительство пассажирского лайнера. Вскоре к нему приходит невероятно талантливый инженер по имени Марк Мюир, который великолепно разбирается в марках качественного стального материала.
Он предлагает свои услуги в разработке корпуса будущего «Титаника», а магнат, понимая, что примет правильное решение, если возьмет на работу такого высокопрофессионального работника, принимает его. После этого начинается невероятно масштабное строительство легендарного корабля в небольшом ирландском городке Белфаст.
Однако юный инженер даже и не предполагал, что в будущем его ожидает самый настоящий ад. Марк сталкивается с настоящими проблемами, которые будут переплетаться с политикой и большими деньгами. Именно поэтому инженеру приходится отправиться в смертельное путешествие на «Титанике», дабы выявить все недостатки посудины.
Сериал завершается днём отплытия «Титаника» 10 апреля 1912 года, когда большинство персонажей сериала оказываются на его борту — за зрителем остаётся право выбора самому предполагать, кто из них пережил катастрофу.

## Список серий
| №  | Название эпизода |  |
| -- | --- |  |
| 1  | «Разделённый город» |  |
|    | 1909 год. Нью-Йорк. Американский предприниматель и финансист, судостроительный магнат Джон Пирпонт Морган принимает решение построить самый большой в мире на тот момент корабль — «Титаник». Молодой инженер и металлург Марк Мюэр убеждает Моргана нанять его для этого проекта. Мюэр получил докторскую степень в Имперском колледже в Лондоне, и раннее работал в качестве металлурга при строительстве HMS Dreadnought. Шеф верфи, лорд Уильям Пирри принимает под свое крыло молодого ученого, и представляет его протестантской элите Белфаста. Марк быстро привлекает внимание очаровательной и миловидной, но избалованной дочери одного из протестантских магнатов, и крёстной Пирри, Китти Карлтон. Но Мюэр также заинтригован другой женщиной, Софией Сильвестри, копировальщицей-чертежницей итальянского происхождения. Белфаст предстает Мюэру мрачным бедным городом, пронизанным социальными, политическими и религиозными разногласиями и противоречиями. Позднее выяснится, что история Марка неразрывно связана с этим городом. |  |
| 2  | «Витражная сталь» |  |
|    | Результаты проведенных Марком исследований используемой компанией стали выявляют, что она недостаточно прочна. Его заключение приводит к конфликту с главным инженером, Томасом Эндрюсом. Тем временем в Белфасте нарастает социальная напряженность. Джеймс Ларкин, один из деятелей местного рабочего движения, собирает рабочих в профсоюз. Это не нравится руководству верфи, сотрудничающих с ней компаний и протестантской элите. Ситуацию ещё больше обостряет произошедший на верфи несчастный случай: один из рабочих получает тяжелую травму ноги. На карнавале Китти привлекает Марка своим элегантным шармом. София все активнее участвует в борьбе за права женщин, которую она интерпретирует по-своему, отвергая ученика своего отца, Андреа Валле, к большому огорчению отца. Марк, как выясняется позднее — единственный сын Шона Мэлоуна, католического докера из Белфаста. Шон старый выпивоха, морально и физически сломленный суровостью и тяжестью работы на верфях. Его единственная гордость — Марк, с которым он переживает теплое, но неловкое воссоединение после того, как они не виделись много лет. Шон опасается что Марк потеряет работу если его личность будет раскрыта, так как он является католиком и работает на верфи управляемой протестантами, Но Марк осторожен, и говорит, что у него все под контролем. |  |
| 3  | «Хороший человек - тот который внизу» |  |
|    | Марк поселяет своего отца в маленькой гостинице, пока не найдёт для него постоянное жилье, и даёт ему немного денег из собственного кошелька. Но Шон тратит все деньги, которые даёт ему сын, на алкогольные напитки, и пьет весь день и ночь. Марка ищет другой мужчина, которого боится Шон. Работа Марка сближает его с Софией Сильвестри, которая очарована Марком, он кажется, интересуется ею. Эмили Хилл, подруга Софии, предупреждает её, чтобы та была осторожна с Марком. Но у Софии другие заботы. Её отец убеждает Андреа бороться за неё. Но София упорно отказывается. Тем временем Марк обнаруживает проблемы со сталью, которую использует судостроительная компания. Тем временем в Белфасте происходит трагедия: протестантские элиты, обеспокоенные успехом союза, отправляют в Белфаст против бастующих Королевскую армию. Солдаты жестко разгоняют марш, что приводит к жертвам среди бастующих. София находится там с Эмили, и младшим братом МакКаннов, Конором, который испытывает недовольство британской армией, с тех пор, как он был демобилизован из-за драки с офицером за несколько месяцев до этого. К всеобщему несчастью, Уолтер Хилл, супруг Эмили, застрелен одним из солдат. Марку чудом удается спасти Софию от гибели. Андреа тяжело ранен ударом приклада в голову. |  |
| 4  | «Опасные ткацкие станки» |  |
|    | Смерть Уолтера ещё больше усиливает недовольство рабочих. Ларкин вынужден покинуть город. Эмили после потери супруга возвращается к работе. Но она сломлена горем, из-за чего не может эмоционально функционировать, и подвергается риску быть уволенной. Лорд Пирри сильно потрясён беспорядками, что приводит к конфликту с Генри Карлтоном, отцом Китти, которого он считает виновным. Пирри ищет взаимопонимание с Майклом МакКаном, одним из лидеров рабочего движения. Они оба умные и нравственные люди, и лорд Пирри предлагает работать с ним любым возможным способом, чтобы помочь рабочим. Андреа оправляется от раны на голове, полученной во время беспорядков, в доме Сильвестри. За ним ухаживает София, в которой его продолжающаяся мальчишеская любовь к ней превращается в навязчивую идею и гнев, поскольку она всё ещё не принимает его любовь к себе. Тем временем Марк обнаруживает новую проблему со сталью: примеси. Но его уверяют что сталь соответствует нормам. В конце концов, Томас Эндрюс поймет свою точку зрения и сформируются новые отношения. Но работа — не единственная страсть Марка. Он наконец целует Софию, отвергнув Китти. В конце, когда Марк идёт в отель, чтобы навестить отца, на него в порыве гнева нападает Бернард Дойл, который обвиняет Марка в том, что он бросил свою невесту, дочь Бернарда Шивон, которая умерла при родах много лет назад. |  |
| 5  | «Под замком» |  |
|    | История Марка раскрывается полностью. Когда он жил в Белфасте, у него была девушка по имени Шивон Дойл. Она должна была уехать с ним в США, но так и не сделала этого. Вскоре после этого Шивон умерла. Отец Марка сказал ему. что она умерла от туберкулеза. Но вместо этого она умерла при родах, о чем он даже не узнал. Марк понимает что произошло с Шивон. Его сердце разбито. Шивон была отправлена в монастырь. Марк ссорится с Шоном, который утверждает что соврал, так как не хотел, что бы его сын отказался от жизни в США. и Шон настаивает, что Шивон не хотела этого, поэтому она не связалась с Марком, который сердито поворачивается спиной к отцу, и посещает монастырь, на кладбище которого похоронена Шивон. С своему ужасу он узнает, что ребенок Шивон, маленькая девочка, выжил и передан церкви на усыновление. Марк пытается найти дочь, но монахини ничего ему не говорят, возлагая вину на Марка. Тем временем происходит происшествие: «Олимпик», судно того же класса что и «Титаник», попадает в серьёзную аварию, столкнувшись с крейсером. Марку поручают изучить последствия. Новые открытия Марка теперь менее важны, чем выполнение работ по графику. Тем временем Пирри и Эндрюс обнаруживают истинную личность Марка, и то что он католик, но сочувствуя ему, они хранят свой секрет. |  |
| 6  | «Самозванец» |  |
|    | Столкновения «Олимпика» с крейсером «Хоук» создаёт критическую нагрузку на компанию. Начальству верфи приходится нанять дополнительных рабочих с низким уровнем квалификации и привлечь к ремонту «Олимпика» рабочих с «Титаника». Напряжённость между протестантскими элитами и рабочими-католиками возрастает. Лорду Пирри и Майклу, наконец, удаётся прийти к соглашению, которое умиротворяет рабочих, но не нравится магнату Чарльзу Стоксу. Коннора МакКанна увольняют из-за драки на верфи. Он поддаётся радикальным взглядам. Фенианская террористическая группа принимает его. Тем временем Марк предлагает построить двойной корпус для «Титаника», но Пирри не нравится это решение. Чтобы попытаться забыть о своих многочисленных заботах, Марку удается увезти Софию с собой на романтические выходные в деревню. Это время, когда процветает любовь, давая им обоим иллюзию, что всё будет хорошо. Генри Карлтон приходит в ярость, когда узнаёт, что его дочь Китти была в отношениях с католическим самозванцем. От Китти отрекаются, и она решает покинуть Белфаст. Как только Марк возвращается, начальство вызывает его в кабинет и увольняет. |  |
| 7  | «Истина сделает вас свободными» |  |
|    | Потеря работы — не единственная проблема Марка. София узнаёт о его истории. Марк рассказывает ей всё, даже о Шивон и ребёнке. В конце концов она его прощает. Марк примиряется со своим отцом Шоном. Положение Марка, кажется, ещё больше улучшается, когда Морган прибывает из Нью-Йорка. Когда ему рассказали о причине увольнения его главного металлурга, Морган немедленно возвращает его на работу. Марк начинает искать жизнеспособную альтернативу двойному корпусу, которую он находит в более высоких переборках. Между тем всеобщие выборы не за горами. На карту поставлено самоуправление Ирландии. Возможность того, что оно положит конец контролю Лондона над островом, категорически не нравится протестантскому меньшинству, которое опасается власти, которую получит католическое большинство, если Ирландия станет независимой республикой. Эмили убеждает своего брата Майкла баллотироваться в парламент, а Пирри помогает и поддерживает своего главного коллегу на верфи. Конор заключает сделку с немецким резидентом на покупку оружия (винтовок «Маузер»), но прибытие британского взвода вынуждает Конора и его террористическую группу спешно бежать из своего сельского убежища. |  |
| 8  | «Высокие ставки» |  |
|    | Приближаются всеобщие выборы с высокими ставками. У магнатов есть свой кандидат, юнионист Альберт Хаттон. Тот факт, что Пирри не поддерживает Хаттона, настраивает протестантский правящий класс против него. Майкл проводит кампанию за лейбористов. Его сестра Эмили помогает ему. Но её арестовывает полиция за раздачу листовок. Это политическая мера. Что касается корабля, предложение Марка о возведении более высоких переборок для защиты «Титаника» отвергается Джозефом Исмэем, председателем White Star Line, для которой строится «Титаник». Когда происходят выборы, Альберт Хаттон получает значительное большинство. Третий кандидат, Майкл, набирает очень мало голосов и проигрывает выборы. Майкла жестоко избивают и вынуждают покинуть Белфаст. Его брат Конор становится террористом. Он решает убить сотрудника. София, которой ещё больше противны обычаи Белфаста, хочет уехать в Лондон. Она просит Марка пойти с ней. Но Марк вынужден сделать выбор: быть с Софией или искать дочь. Он решает остаться в Белфасте, чтобы продолжить поиски дочери. |  |
| 9  | «Тяжбы и доказательства» |  |
|    | Адмиралтейство Великобритании начало расследование столкновения лайнера с «Хоуком». Пирри, Эндрюс, Морган и Марк Мюэр приглашены в Лондон. Марк рад видеть свою давнюю подругу Китти, ставшую звездой немого кино. В ходе расследования первый лорд Адмиралтейства Уинстон Черчилль предполагает, что верфь может служить целям Адмиралтейства в случае военной эскалации. Джоанна Егер, американская журналистка, давняя подруга Марка и протеже Моргана, вскоре оказывается в очень опасном положении: она становится шпионом. Благодаря беспрецедентному доступу Джоанны к британским судостроительным секретам она может оказаться чрезвычайно полезной для австро-венгерской и немецкой разведок. Вернувшись в Белфаст, Марк столкнулся с новым кризисом: Андреа, жених Софии, видел её с ним и рассказал Пьетро. София вынуждена выбирать. София выбирает Марка. Наконец он соглашается следовать за Софией: они вместе переедут в Лондон. Он оставит Harland & Wolff и всё надеется когда-нибудь найти свою дочь. В конце захватывающей дух церемонии «Титаник» наконец-то спускают на воду. |  |
| 10 | «Трещина в броне» |  |
|    | Корабль-близнец «Титаника», «Олимпик», снова повреждён. Марк пока не может покинуть Белфаст. Софии тоже приходится отложить свои планы. Пьетро получил перелом руки на работе, и она должна ухаживать за ним. Марк и Эндрюс ищут новые решения. Трещины в «Олимпике» заставляют Пирри и Эндрюса прийти к выводу, что сталь слабая и двойной корпус защитил бы корабль — возможно, и переборки тоже. Чтобы это стало серьезной проблемой, «Титаник» должен был бы врезаться во что-то очень твёрдое, что кажется им маловероятным в Атлантическом океане. В то время как Марк и Эндрюс медленно приходят к своим выводам, Эмили приговаривают к поразительно несправедливым шести месяцам тюремного заключения. Но происходит ещё одно ужасное событие: Конора застреливает агент, в то время как юнионисты начинают защищать свой, отдельный штат Ольстер (Северная Ирландия). |  |
| 11 | «Переломный момент» |  |
|    | Из США приезжает клерк по имени Сэмюэл Йохансон. Он заставляет Марка ревновать. Для Софии он представляет настоящее искушение, так как София отвергает Андреа, а Марк ещё не может прервать свою работу. Марк всё ещё сомневается: он всё ещё надеется найти свою дочь. Он узнаёт, какое имя получила девочка: Сара. Девушка, которая удочерила её, могла жить в небольшой деревне недалеко от Белфаста. Но эта девушка, которая действительно жила там с дочерью, уехала. Они переехали в Белфаст, но неизвестно куда именно. Тем временем Эмили выходит из тюрьмы после отбытия срока и хочет вернуться к борьбе за права католических рабочих в Ирландии. Между тем, Джоанна продолжает оставаться двойным агентом, когда её просят украсть важные документы из офиса Пирри для немецкой разведки. Уверенные в исключительной прочности «Титаника», руководители компании решают не увеличивать количество спасательных шлюпок на его борту. Пока Пирри и Черчилль пытаются провести кампанию за самоуправление в Белфасте, разрыв между католической и протестантской общинами увеличился. Пирри разочаровывается в большинстве своих либеральных принципов. Ему становится плохо. |  |
| 12 | «„Непотопляемый“ отплывает» |  |
|    | 2 апреля 1912 года. «Титаник» готовят к первому рейсу. В Нью-Йорке, как всегда хотел Морган, первое путешествие «Титаника» станет одним из первых крупных PR-мероприятий для его фирмы, поскольку он решает провести торжественное мероприятие в честь первого рейса корабля по прибытии. Вернувшись в Белфаст, София и Джоанна Ягер становятся друзьями, и она устраивает Софию иллюстратором в The New York Times. Пьетро использует большую часть своих денег, чтобы купить Софии билет на «Титаник». Сам Марк попадает на борт только случайно, когда Томас Эндрюс просит его войти в гарантийную группу корабля. В группу также входит Джек Лоури, молодой клепальщик, которого мы встретили в начале истории. Эмили решает не ехать в Америку, а остаться в Белфасте, чтобы продолжить свою активистскую деятельность. Шон также решает не плыть в Америку, потому что считает Белфаст своим единственным миром, и нигде больше он не будет чувствовать себя как дома. Джоанна решает плыть в США, чтобы доставить украденные документы в Нью-Йорк другому немецкому связному. Забастовка угольщиков приводит к перебоям со снабжением топливом судов, из-за чего нарушается график отплытия пароходов, что вынуждает Джоанну пересесть на «Титаник». Томас Эндрюс, а также председатель White Star Брюс Исмей тоже решают плыть на нём. Лорд Пирри, всё ещё выздоравливающий после болезни, решает не участвовать в путешествии. Китти, ставшая известной актрисой театра и кино, решает отправиться в путешествие. Маленькая девочка по имени Сара (дочь Марка) со своей приёмной матерью покупает билет на рейс в третьем классе. Ни Марк, ни его дочь не знают о присутствии друг друга на борту лайнера. Андреа тоже оказался на борту, любезно предоставленный его другом Джакомо; они оба работают на судне в качестве кочегаров. И пока корабль плывет в Нью-Йорк, Марк и София, наконец, обретают счастье и примирение, встретившись на корабле. В самом конце, когда Шон наблюдает, как «Титаник» с сыном на борту отплывает, зрители задаются вопросом: кто из этих персонажей переживёт надвигающуюся великую катастрофу? |  |

## В ролях
- Алессандра Мастронарди — София Сильвестри
- Дерек Джейкоби — лорд Пирри
- Билли Картер — Томас Эндрюс
- Массимо Гини — Пьетро Сильвестри
- Валентина Корти — Виолетта Сильвестри
- Джерард МакКарти — Эшли Стокс
- Кевин Зегерс — Марк Мюир
- Иэн Макэлхинни — сэр Генри Карлтон
- Шарлотта Брэдли — Мэри МакКанн
- Майкл Макэлхаттон — Альберт Хаттон
- Дениз Гоф — Эмили Хилл
- Эдоардо Лео — Андреа Валле
- Джонатан Форбс — Эдди Хаттон
- Фрэнк МакКаскер — Чарльз Стокс
- Теренс Кили — Джек Лоури
- Офелия Ловибонд — Китти Карлтон
- Мартин МакКанн — Конор МакКанн
- Бэрри МакЭвой — Чорли
- Каолан Бирн — Джимми Смит
- Брэнуэлл Донахи — Майкл МакКанн
- Грэй О’Брайэн — Брюс Исмей
- Лиам Каннингем — Джим Ларкин
- Нив Кэмпбелл — Джоанна
- Крис Нот — Джей Пи Морган
- Майкл Кокрейн — капитан Смит

## Создание
За создание проекта взялся режиссёр Киаран Доннелли, который несколькими годами ранее уже покорил миллионы зрителей своим сериалом «Тюдоры». В целом же над новым «Титаником» потрудились кинематографисты из шести стран, включая Великобританию, Францию и Италию. Команда актеров также включает в себя представителей нескольких стран. В их числе — Нив Кэмпбелл, Дерек Джекоби, Кевин Зегерс и другие известные персоны.
Бюджет сериала составил 28 миллионов долларов. Эта сумма почти в 10 раз меньше той, которая была затрачена на знаменитый «Титаник» Джеймса Кэмерона, но весьма внушительна для сериала.
Музыку к фильму написал известный итальянский композитор и продюсер Маурицио Де Анджелис. Компьютерную графику для сериала выполнила ирландская компания WINDMILLANE, но сам остов корабля был построен заново в Сербии. Именно там начались съемки сериала.

## Саундтрек
Музыку к фильму написал известный итальянский композитор и продюсер Маурицио Де Анджелис.
- TITANIC Blood & Steel (Main Theme) (2:27)
- From Space To the Ground (1:58)
- Open (1:12)
- Belwalk (2:40)
- Kitty (2:38)
- Lift To H&W (2:09)
- Scuro (3:31)
- Introducing TITANIC (1:42)
- TITANIC Revolution (1:42)
- Dreaming of TITANIC (Nostalgic Version) (3:07)
- A Pleasant Moment (1:00)
- Father And Son (2:38)
- Research (1:36)
- Sofia’S World (Cello Version) (2:40)
- Soft, Softer, Softest (1:27)
- The Real Love (2:03)
- Mark’s Feelings (1:16)
- Labmark (1:14)
- Ten See One (2:34)
- Pericolo Orgoglio E Dignita' (4:59)
- Sadness And Desperation (2:19)
- Alice In a Personal Dimension (2:15)